# Tonari no Yae-chan
Tonari no Yae-chan (隣の八重ちゃん) é um filme de comédia dramática japonês de 1934 escrito e dirigido por Yasujirō Shimazu. É considerado um dos principais filmes de Shimazu, e uma obra representativa do gênero shōshimin-eiga ("filme de classe média baixa").

## Sinopse

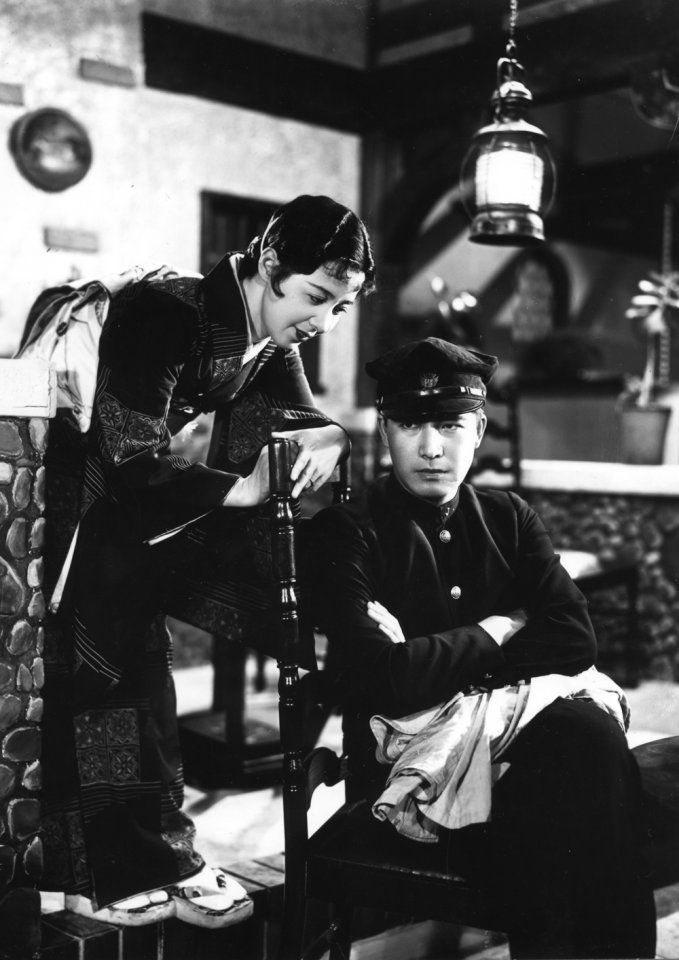
Yoshiko Okada e Den Obinata como, respectivamente, Kyōko, irmã de Yae, e Keitarō, interesse amoroso das duas

Num subúrbio de Tóquio, Keitarō, o filho mais velho da família Arai, e Yae, a filha mais nova da família Hattori, não são apenas vizinhos e colegas de escola, mas também desenvolveram e nutrem sentimentos amorosos um pelo outro. Quando a irmã mais velha de Yae, Kyōko, deixa o marido e volta para casa, ela se torna motivo de preocupação para seus pais e também para Yae, já que Kyōko começa a se interessar por Keitarō. Depois que Hattori é transferido para a Coreia pelo seu patrão, a separação de Yae e Keitarō parece inevitável, mas os Hattori decidem deixar Yae morando e vivendo com os Arai para poder terminar o ensino médio.

## Elenco
- Yukichi Iwata como Shōsaku Hattori[2]
- Choko Iida como Hamako Hattori[2]
- Yoshiko Okada como Kyōko Hattori[2]
- Yumeko Aizome como Yaeko Hattori, apelidada de Yae[2]
- Sanae Takasugi como Etsuko Manabe[2]
- Ryōtarō Mizushima como Ikuzo Arai[2]
- Fumiko Katsuragi como Matsuko Arai[2]
- Den Obinata como Keitarō Arai[2]
- Akio Isono como Seiji Arai[2]
- Shōzaburō Abe como vidraceiro[2]

## Recepção e legado
Na lista dos dez melhores filmes japoneses de 1934 da revista Kinema Junpo, Tonari no Yae-chan ficou em segundo lugar, atrás apenas de Ukikusa Monogatari de Yasujirō Ozu.
Na lista "O melhor filme japonês de todos os anos – de 1925 até agora" do British Film Institute de 2020, Alexander Jacoby, historiador americano de cinema, chamou o filme de uma "história sutil, charmosa, engraçada e agridoce da vida familiar", que ilustra perfeitamente "a tendência de seu diretor para o melodrama discreto e sua mistura sedutora de humor e pathos".
Tonari no Yae-cha, foi exibido no Berkeley Art Museum e no Pacific Film Archive em 2005.

## Produção
O curta de animação que os protagonistas assistem no cinema é Ha! Ha! Ha!, dos Estúdios Fleischer, com Betty Boop e o palhaço Koko.